# Жаксон Фоллманн
Жаксон Рагнар Фолманн (порт. Jakson Ragnar Follmann, 14 березня 1992, Сіанорті) — колишній бразильський футболіст, воротар. Один з небагатьох гравців команди, які пережили авіакатастрофу над Колумбією.

## Кар'єра гравця
Вихованець академії «Греміу». З 2010 року виступав за молодіжний склад «Жувентуде» (з 2011 року - в першій команді). Дебютував на професійному рівні відразу ж проти одного з грандів бразильського футболу і одного з найсильніших клубів Південної Америки на Межі десятиліть - «Інтернасьйоналу». Матч між цими командами 17 березня завершився крупною перемогою «Інтера» - 7:0, однак при цьому воротар-дебютант зробив в цій грі кілька сейвів, не давши зробити рахунок ще більшим. Жаксон зіграв за «Жувентуде» в 2012 році ще в чотирьох матчах Ліги Гаушу, в яких пропустив два голи. Також він зіграв в 10 матчах Серії D і пропустив в них вісім голів. Також зіграв у двох матчах Кубку Бразилії 2012, через якого «Жувентуде» вилетів, програвши «Португезі» (0:4, 2:0).
У 2013-2014 роках Жаксон боровся за місце в основі рідного «Греміу». Але за два роки йому вдалося зіграти тільки в чотирьох матчах Ліги Гаушу.
У 2015 році Фолманн перейшов в «Ліненсе». За рік він зіграв лише один тайм у матчі проти «Ітуану» в рамках Ліги Пауліста. У 2016 році Фолманн став основним воротарем команди УРТ в першості Ліги Мінейро. За команду з Патус-ді-Мінаса Жаксон зіграв в 12 матчах, в яких пропустив 11 м'ячів.
19 травня 2016 року Фолманн перейшов в клуб Серії A «Шапекоенсе». У цій команді у нього був статус третього воротаря, проте обом основним воротарям було вже за 30 років, тому покупка Жаксон керівництвом «Шапе» розцінювалася як перспектива на майбутнє. Жаксон зіграв за основний склад «Шапекоенсе» тільки в одній грі, що стала одночасно його дебютом в міжнародному матчі, хоча і протистояв «Зеленим» інший бразильський клуб. У попередній стадії Південноамериканського кубка «Шапекоенсе» в гостях поступився «Куябі» з мінімальним рахунком 0:1. У матчі-відповіді, в якому ворота «Шапе» захищав вже Данило Паділья, команда здобула перемогу 3:1 та вийшла до 1/8 фіналу.
29 листопада 2016 року він виявився одним з шести пасаріжив, які вижили після падіння літака BAe 146 рейсу 2933 під час польоту з Санта-Крус (Болівія) в Медельїн (Колумбія). В результаті катастрофи Фолманн отримав травми, в результаті яких голкіперу довелося ампутувати ногу.

## Досягнення
- Ліга Гаушу
  -  Чемпіон (1): 2010

- Південноамериканський кубок
  -  Чемпіон (1): 2016

## Статистика виступів
Станом на 9 травня 2016.
| Клуб             | Сезон            | Ліга             | Ліга  | Ліга | Національний кубок | Національний кубок | Континентальний | Континентальний | Інші  | Інші | Загалом | Загалом |
| Клуб             | Сезон            | Дивізіон         | Матчі | Голи | Матчі              | Голи               | Матчі           | Голи            | Матчі | Голи | Матчі   | Голи    |
| ---------------- | ---------------- | ---------------- | ----- | ---- | ------------------ | ------------------ | --------------- | --------------- | ----- | ---- | ------- | ------- |
| Жувентуде        | 2011             | Серія D          | 0     | 0    | 0                  | 0                  | 0               | 0               | 0     | 0    | 0       | 0       |
| Жувентуде        | 2012             | Серія D          | 10    | 0    | 2                  | 0                  | 0               | 0               | 5     | 0    | 17      | 0       |
| Жувентуде        | Загалом          | Загалом          | 10    | 0    | 2                  | 0                  | 0               | 0               | 5     | 0    | 17      | 0       |
| Греміу           | 2013             | Серія A          | 0     | 0    | 0                  | 0                  | 0               | 0               | 1     | 0    | 1       | 0       |
| Греміу           | 2014             | Серія A          | 0     | 0    | 0                  | 0                  | 0               | 0               | 3     | 0    | 3       | 0       |
| Греміу           | 2015             | Серія A          | 0     | 0    | 0                  | 0                  | 0               | 0               | 0     | 0    | 0       | 0       |
| Греміу           | Загалом          | Загалом          | 0     | 0    | 0                  | 0                  | 0               | 0               | 4     | 0    | 4       | 0       |
| Ліненсе          | 2015             | Нижча ліга       | 0     | 0    | 0                  | 0                  | 0               | 0               | 1     | 0    | 1       | 0       |
| Ліненсе          | Загалом          | Загалом          | 0     | 0    | 0                  | 0                  | 0               | 0               | 1     | 0    | 1       | 0       |
| УРТ              | 2016             | Нижча ліга       | 0     | 0    | 0                  | 0                  | 0               | 0               | 12    | 0    | 12      | 0       |
| УРТ              | Загалом          | Загалом          | 0     | 0    | 0                  | 0                  | 0               | 0               | 12    | 0    | 12      | 0       |
| Усього в кар'єрі | Усього в кар'єрі | Усього в кар'єрі | 10    | 0    | 2                  | 0                  | 0               | 0               | 22    | 0    | 34      | 0       |